# Дачија логан
Дачија логан (рум. Dacia Logan) је аутомобил који производи румунска фабрика аутомобила Дачија. Логан је мали породични аутомобил из Б сегмента произведен заједно од стране француског произвођача аутомобила Реноа и његове румунске подружнице Дачије 2004. године. Тренутно се производи друга генерација у фабрици аутомобила у Миовенију, у Румунији, као и у Реноовим фабрикама у Мароку, Бразилу, Турској, Русији, Колумбији, Ирану, Индији и Јужној Африци. На тржиштима Русије, Африке и Јужне Америке овај аутомобил је познат и као Рено логан. У Мексику се производи под Нисановим брендом као Нисан априо, а у Ирану као Рено тондар. У Индији носи назив Махиндра верито. У Русији се караван верзија (MCV) производи као Лада ларгус.
2008. године представљен је нови Дачијин аутомобил у хечбек верзији под називом Дачија сандеро, који је базиран на логану. Рено симбол треће генерације истоветна је верзија логана друге генерације, а продаје се на тржиштима централне и источне Европе, Латинске Америке и северне Африке.

## Историјат
Идеја концепта логана, односно нискобуџетног малог аутомобила за тржишта у развоју, родила се приликом посете Русији тадашњег председника Реноа Луиса Швајцера који је том приликом приметио да се у истом ауто-салону технолошки назадне Ладе добро продају по цени од 6.000 €, док је продаја далеко модернијих Реноових аутомобила с ценом од 12.000 € слаба. Тада је постављен циљ производње модерног, поузданог и доступног аутомобила за 6.000 €. Касније је овај циљ ревидиран до 5.000 €.

### Прва генерација (2004–2012)
Логан је резултат пројетка под називом X90, који је започет 1999. године након Реноове куповине Дачије. Развијен је у Реноовом техноцентру у близини Париза. Први пут је представљен јуна 2004. године, а у септембру исте године се нашао на тржишту, заменивши тако старије моделе Дачију 1310, која је била базирана на Реноу 12 и Дачију соленцу. Развијен је на платформи коју користе трећа генерација Рено клио, као и Рено модус и Нисан микра. Осим платформе, од клија је преузет и мотор, предње вешање, управљач, задње кочнице и још много делова.
Рено у почетку није планирао продавати логана на тржиштима западне Европе, али је подстакнут успехом у јуну 2005. године почео продавати опремљенију верзију за око 7.500 €.
Логан је 2005. године изабран за најбољи аутомобил године у организацији Аутобеста, од стране чланова жирија из 15 земаља централне и југоисточне Европе. Јуна 2005. године логан је на Euro NCAP креш тестовима добио три од могућих пет звездица за безбедност. Редизајн је урађен јула 2005. када добија нешто модернији дизајн. Логан MCV, односно караван верзија, представљена је 2006. године на сајму аутомобила у Паризу. Редизајн је доживео 2008. те је његов изглед промењен у стилу Сандера, промењени су ентеријер и екстеријер. Данас се и обичан и рестилизовани Логан продају на Иранском тржишту под именом Рено Тондар 90.
Уграђивани су Реноови мотори, и то бензински 1.2 (75 КС), 1.4 (75 КС), 1.6 (87, 95, 98, 105 и 111 КС) и дизел мотори од 1.5 (68 и 86 КС). Мотор 1.2 се уграђивао од 2010. као замена за 1.4  који је укинут.

### Друга генерација (2012–2020)
Друга генерација логана откривена је 2012. године на сајму аутомобила у Паризу. Дели исти предњи крај као и друге елементе са другом генерацијом сандера, који је такође представљен на сајму у Паризу 2012. године. Овај аутомобил је карактеристичнији од свог претходника, са једноставним бочним профилима, али веома израженим предњим крајем. Караван верзија, која такође носи назив MCV, представљена је 2013. године на сајму аутомобила у Женеви.
Такође и друга генерација користи Реноове моторе, и ти бензински 1.0 (73 и 75 КС) 0.9 (90 КС), 1.2 (72 и 75 КС) и дизел мотори од 1.5 (75 и 90 КС). Бензинац 1.2 је укинут након редизајна 2018. а заменио га је 1.0 када је као опција уведен и турбобензинац 0.9 .

## Галерија
- Логан I генерација, редизајн
- Логан I генерација, караван
- Логан II генерација
- Логан II генерација редизајн
- Логан II генерација, караван
- Логан II генерација, караван
- Нисан априо у Мексику
- Рено логан у Русији
- Лада ларгус
- Рено симбол III у Турској